# اريك راميريز (لاعب كرة قدم)
اريك راميريز (بالإسبانية: Eric Ramírez) (20 نوفمبر 1998 - ) هو لاعب كرة قدم فنزويلي في مركز الهجوم.

## وصلات خارجية
- اريك راميريز على موقع الاتحاد الأوربي (الإنجليزية)
- اريك راميريز على موقع اتحاد أوكرانيا (الإنجليزية)
- اريك راميريز على موقع قاعدة بيانات كرة القدم.إي يو (الإنجليزية)
- اريك راميريز على موقع ناشيونال فوتبول تيمز (الإنجليزية)
- اريك راميريز على موقع Soccerway.com (الإنجليزية)
- اريك راميريز على موقع عالم كرة القدم.نت (الإنجليزية)